# Голдън Вали (окръг, Монтана)
Вижте пояснителната страница за други значения на Голдън Вали.
Окръг Голдън Вали (на английски: Golden Valley County) е окръг в щата Монтана, Съединени американски щати. Площта му е 3046 km², а населението - 822 души (2017). Административен център е град Райгейт.